# Szívfunkciós görbe
A szívfunkciós görbe egy függvény, illetve annak grafikonja, amely a perctérfogatot ábrázolja a jobb pitvari nyomás függvényében. A szívfunkciós görbe a szív pumpafunkciójáról ad felvilágosítást és az érfunkciós görbével együtt a hemodinamika leírásában használatos.

## A görbe alakja
A szívfunkciós görbe alapja a Frank–Starling-görbe, csak itt a perctérfogatot (jele CO az angol cardiac output kifejezésből) ábrázoljuk a vénás nyomás, többnyire a jobb pitvari nyomás (jele PRA; right atrial pressure) függvényében. Ha kísérletes körülmények között a vénás nyomást változtatva mérjük a perctérfogatot azt tapasztaljuk, hogy a vénás nyomás növekedése egy határig a perctérfogat növekedését eredményezi. Ha a PRA = 0 mmHg, akkor a perctérfogat egy felnőtt emberben körülbelül 5 liter/perc. A szívfunkciós görbe eleinte meredek, így a PRA csekély változása is jelentősen módosítja a perctérfogatot. 2-3 mmHg fölött azonban telítődésbe megy át a görbe, így a PRA növekedése már alig van hatással a perctérfogatra. Ilyen értékekig azonban csak kóros esetben (például szívelégtelenség) növekszik a jobb pitvari nyomás, mivel a szív nem képes továbbpumpálni a teljes visszatérő vérmennyiséget. A kórosan megnövekedett vénás nyomásra utalnak a megduzzadt nyaki vénák.

## A görbe változása
Hasonlóan a Frank–Starling-görbékhez a szív működését nem lehet egyetlen szívfunkciós görbével leírni. Ha a szív működése fokozódik (például megnövekedett inotrópia, megnövekedett pulzus vagy lecsökkent afterload miatt), a görbe felfelé tolódik; ha a szívfunkció csökken (például csökkent inotrópia, csökkent pulzus vagy megnövekedett afterload miatt), a görbe lefelé tolódik.
- Kontraktilitásnövekedés, vagyis az izom összehúzó erejének növekedése esetén (amit okozhat a szimpatikus hatás növekedése és a vagotónia csökkenése) azonos PRA mellett módosul a CO, tehát a görbe meredeksége.
- Nagyvérköri ödémás beteg lefektetése egyszerre növeli a PRA-t és a CO-t, de ez nem jelenti a szívizomkontraktilitás növekedését.

## Külső hivatkozás
- Cardiovascular Physiology Concepts – Cardiac and Systemic Vascular Function Curves (Szív- és érfunkciós görbék)